# Salem bin Laden
Salem bin Mohammed bin Awad bin Laden (1946 — 29 de maio de 1988) foi um investidor e empresário da Arábia Saudita.
Considerado o filho mais velho de Mohammed bin Laden, fundador da Saudi Binladin Group, e meio-irmão e primo de Osama bin Laden; foi educado em Millfield e atuou como o patriarca da família bin Laden depois da morte de seu pai em 1967. Salem conseguiu um amplo portfólio dos investimentos da família (acredita-se ser avaliado em aproximadamente US$ 16 bilhões) e foi responsável pela distribuição dos rendimento da família. Ele também supervisionou os planos educativos individuais para cada um dos seus (meios-) irmãos e (meias-) irmãs. Assim como seu pai, ele valorizava muito a íntima relação dos Bin Laden com a família real saudita. Forneceu recursos e apoio à família durante a revolta de Meca de 1979. 
Possuía uma casa em Orlando, Florida e, muitas vezes utilizava para estadias de férias. 
De acordo com um artigo de jornal Fort Worth Star Telegram de 2001, Salem bin Laden faleceu quando colidiu acidentalmente com cabos elétricos de alta tensão junto ao aeródromo de Kitty Hawk em Schertz, um subúrbio a nordeste de San Antonio, Texas. Além disso, o artigo argumenta que Salem bin Laden morreu devido aos ferimentos provocados pela queda da aeronave ultraleve Sprint após sua colisão com a fiação elétrica e que ele não estava usando um capacete no momento. A National Transportation Safety Board não realizou uma investigação do acidente porque era uma aeronave ultraleve que não estava coberta pelo seu mandato. A polícia de Schertz, apresentou-se no local do acidente, e afirmou em seu relatório que Salem morreu em um acidente anormal. A mesma reportagem também contém referências à Osama bin Laden e Aviação Binladin.
Salem bin Laden, por meio de James R. Bath, foi um investidor da empresa Arbusto Energy, uma pequena empresa de petróleo da década de 1970, dirigida por um amigo próximo de Bath, George W. Bush. As conexões políticas e a morte incomum de Salem em um acidente de aeronave ultraleve, nos arredores de San Antonio (Texas) têm sido citadas em várias teorias da conspiração. 